# Westside Church von Tuquoy

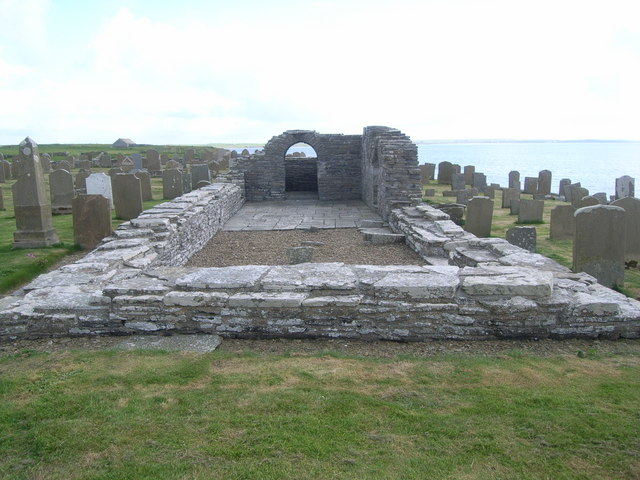
Westside Church

Die Ruine der kleinen Westside Church von Tuquoy auf der Orkneyinsel Westray ist eine der besterhaltenen mittelalterlichen Kirchenruinen der Orkney in Schottland.
Sie bestehen aus dem Originalchor und einem kurzen, später verlängerten Kirchenschiff. Der innen 2,78 m lange und 2,1 m breite Chor mit einem Tonnengewölbe ist bemerkenswert durch den geneigten Pfosten des Altarbogens.
Das 4,1 m breite Kirchenschiff war ursprünglich 5,56 m lang was durch ein unterschiedliches Pflaster deutlich wird. Nach der Erweiterung betrug die Innenlänge 14,17 m. Die Erweiterung wird in der Regel dem 13. Jahrhundert zugeordnet, aber die Form des Südportals  scheint aus dem 16. oder 17. Jahrhundert zu stammen. Wo die Mauern nicht auf Fundamenthöhe reduziert wurden, sind sie etwa 2,5 m hoch.
Die Kirche wird mit der benachbarten nordischen Siedlung zugeordnet. Der ursprüngliche Bau kann Hafliki Thorkelsson zugeschrieben werden, neben Harald Maddadsson, Kolbein Hrúga und Sweyn Asleifsson einer der einflussreichsten Häuptlinge des Archipels um die Mitte des 12. Jahrhunderts. Viele Jahre diente die von einem Friedhof umgebene Kirche der Inselbevölkerung als Pfarrkirche. Die Friedhofsmauer der Kirche ist an der Südseite bereits von der Klippe gerutscht.
Eine Runeninschrift, „Porsteinn Einarsson ritzte diese Runen“, wurde bei der letzten archäologischen Ausgrabung gefunden.